# Alexandru Odobescu (Călărași)
Pour les articles homonymes, voir Odobescu.
Ne doit pas être confondu avec Alexandru Odobescu, écrivain, archéologue et homme politique roumain
Alexandru Odobescu est une commune du județ de Călărași en Roumanie.